# Colin Allen
Pour les articles homonymes, voir Allen.
Colin Allen, de son vrai nom Colin James Allen, est un militant sourd au niveau mondial, né à Sydney, en Australie. Actuellement, il est le sixième président de la Fédération mondiale des sourds depuis 2011.

## Biographie
Ses parents, Alfred et Marguerite "Margo" Allen, et sa sœur sont sourds comme Colin Allen. Sa langue maternelle est la Langue des signes australienne. Pendant ses études, une université refuse de l'accueillir à cause de sa surdité. Lors du 16e Congrès de la Fédération mondiale des sourds à Durban, en Afrique du Sud, il est élu le 6e président de la Fédération mondiale des sourds en obtenu 41 sur 71 voix et le 17e Congrès de la Fédération mondiale des sourds à Istanbul, en Turquie, il est réélu pour la deuxième mandat[réf. souhaitée]. Le 5 mars 2016, Colin est élu pour le président de l'International Disability Alliance pour deux ans à partir du 1er juillet 2016,. Le 24 mai 2016, Colin participe la réunion du sommet World Humanitarian Summit et s'exprime en langue des signes à côté du secrétaire général Ban Ki-moon,.

## Parcours dans la vie politicienne
- Président de l'Association australienne des gays et lesbiens sourds : 1986 - 1990
- Président de l'Association des Sourds (d'Australie) : 1987 - 1994 puis 1996 - 1999
- Membre du conseil de la Fédération mondiale des sourds : 2003-2011
- Président de la Fédération mondiale des sourds : 2011 - 2019
- 1er vice-président de l'International Disability Alliance[7] : 2013 - 2016
- Président de l'International Disability Alliance : 2016 - 2018